# Barbus greenwoodi
Barbus greenwoodi és una espècie de peix cipriniforme de la família dels ciprínids.

## Morfologia
Els mascles poden assolir els 3,1 cm de longitud total.

## Distribució geogràfica
Es troba a Angola.